# Clonage des cheveux

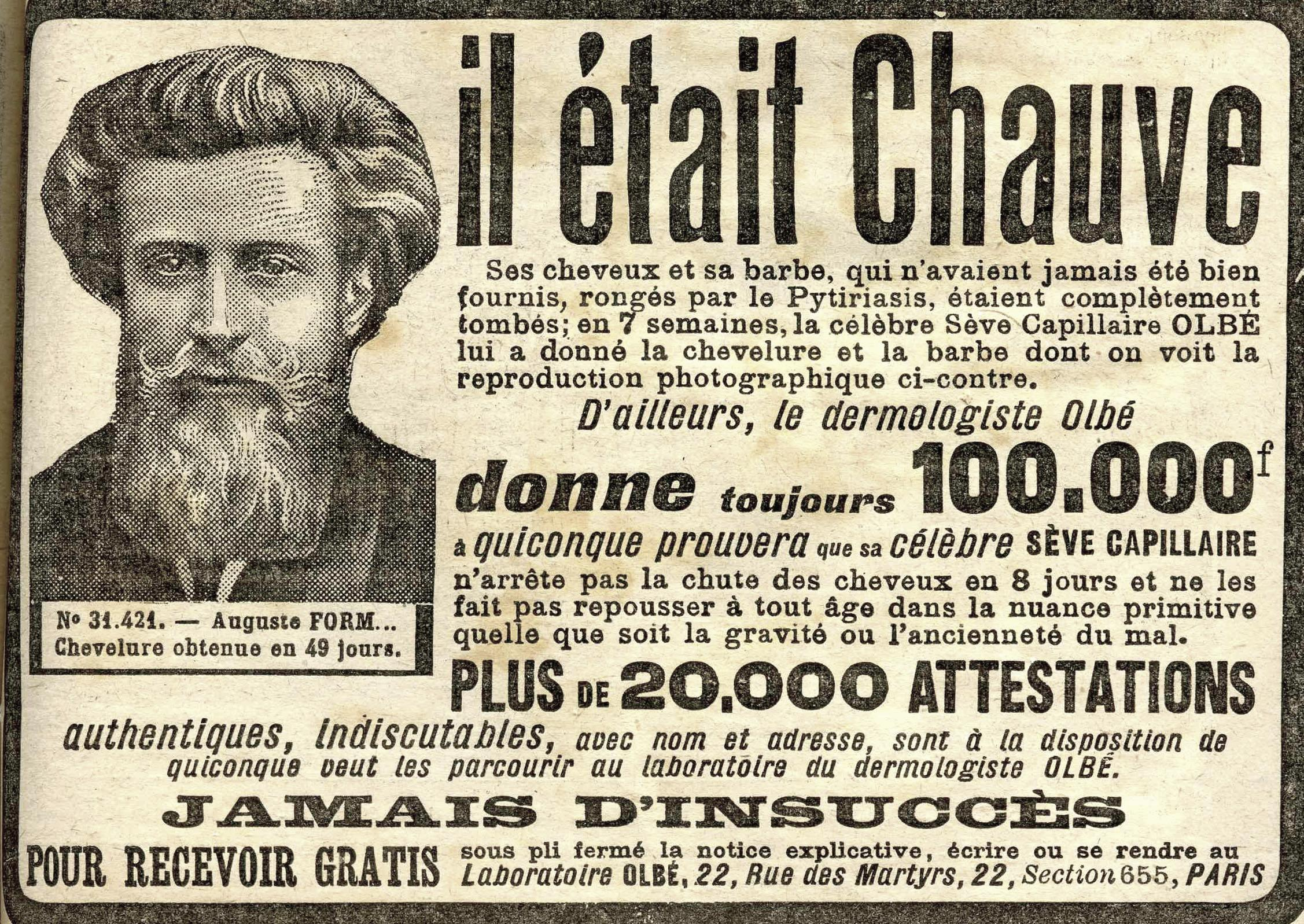
Publicité pour un remède-miracle contre la calvitie dans Le Pèlerin du 14 décembre 1913.

Le clonage des cheveux ou clonage capillaire, est une technique de clonage explorée pour lutter contre l'alopécie. Elle consiste à prélever des cellules du follicule pileux sain dans les zones qui ne souffrent pas d'une perte des cheveux pour les cloner et les multiplier par diverses méthodes. Les cellules peuvent ensuite être réinjectées dans le cuir chevelu chauve et produire des cheveux sains. Ce procédé est encore en phase de recherche, et se heurte à différents obstacles, tels que la dégénérescence des papilles clonées. Aucune application commercialisable n'est attendue avant 2028.

## Histoire du processus
Les principaux traitements contre la perte de cheveux sont :
- l'application d'un vasodilatateur sur les zones du crâne à protéger,
- la prise de médicaments hormonaux pour prévenir la perte de cheveux supplémentaires,
- les greffes capillaires, à partir de cheveux extraits d'une autre zone du crâne.

Les experts ont précédemment supposé que dans le cas de la calvitie complète, les follicules seraient totalement absents du cuir chevelu, et ne pourraient donc pas être régénérés. Cependant, ces dernières années[Quand ?], on a découvert que les follicules ne sont pas totalement absents puisqu’il existe des cellules souches du cuir chevelu chauve, d'où les follicules qui apparaissent tout naturellement. Un comportement anormal de ces follicules est soupçonné d'être le résultat d'une déficience en cellules progénitrices dans ces zones.
L'idée de base du clonage capillaire est que les cellules du follicule pileux sain (ou les papilles dermiques) peuvent être extraites des zones qui ne sont pas chauves et ne souffrent pas de perte de cheveux. Elles peuvent être multipliées (clonées) par diverses méthodes de culture ; ainsi, les cellules nouvellement produites peuvent être réinjectées dans le cuir chevelu chauve, où elles agissent pour produire des cheveux sains. Toutefois, cette technique est encore au stade de recherche ; elle n'est pas encore utilisée dans les cliniques du cheveu et n'est pas largement connue.
Le clonage de cheveux a été prouvé comme un processus efficace et même une réussite en 1970 dans une étude effectuée sur des rats. Les scientifiques sont parvenus à appliquer la technique à des animaux et à reproduire des poils sains dans les zones chauves, mais dans le cas des humains, peu de progrès ont été accomplis depuis lors. Un grand nombre d'entreprises et d'institutions ont examiné le processus et essayé de corriger ses défauts.[réf. nécessaire]
L'un des principaux problèmes est qu'après l'extraction et la culture de cheveux, la papille dermique clonée semble perdre sa capacité à faire pousser les cheveux. Un autre est que les chercheurs sont encore à inventer une méthode de multiplication vraiment efficace : ils cherchent à produire jusqu'à 1000 cellules clonées à partir d'une cellule extraite du cuir chevelu. Les méthodes actuelles ne produisent qu'une fraction de ce chiffre.

## Recherche et développement récents

### Intercytex
L'une des premières entreprises à commencer l'expérience avec le clonage de cheveux était Intercytex. Les chercheurs de la société étaient convaincus que leur approche était le remède contre la calvitie. Et bien que la technologie soit entièrement développée, elle en est au stade où elle peut simplement éliminer la perte de cheveux due aux facteurs héréditaires. Cette technique devrait également éliminer la nécessité d’avoir des cheveux de donneur, puisque la culture permet de cultiver à partir des propres cellules du patient.
Intercytex a essayé de cloner de nouveaux follicules pileux à partir de cellules souches prélevées à l'arrière du cou. Les chercheurs espéraient qu’en multipliant (clonant) les follicules, puis en les réimplantant sur les zones chauves du cuir chevelu, ils réussiraient à faire repousser les cheveux. Ils ont testé la méthode pendant leurs essais de phase II, qui ont donné des résultats très prometteurs ; deux tiers des patients chauves de sexe masculin étaient en effet capables de développer de nouveaux cheveux après le traitement.
La société a donc commencé les essais de phase III. Ils ont estimé qu'ils seraient en mesure de terminer le processus en quelques années, mais ces essais n'ont pas montré les progrès attendus. En 2008, Intercytex a reconnu qu'elle n'a pas réussi à développer pleinement le traitement de clonage de cheveux et a décidé de mettre fin à toutes les recherches.
Cependant, ce n'était pas uniquement le résultat des tests ayant échoué qui était mis en cause ; la santé financière de l'entreprise était devenue instable en 2008 et elle a dû mettre en œuvre plusieurs mesures de réduction des coûts. L’entreprise a licencié une partie de son personnel, sans réussir à se remettre sur pied. Finalement, le financement pour les projets de recherche, comme le clonage de cheveux, a été réduit. En 2010, elle a fait faillite.

### L'institut de recherche Aderans (IRA)
Une autre entreprise qui a étudié le clonage de cheveux était l’IRA (Institut de Recherche Aderans), une entreprise japonaise qui a fonctionné aux États-Unis. Elle était le principal concurrent d’Intercytex dans le développement de la technologie capillaire. Après avoir examiné de nombreuses possibilités, l'entreprise a commencé à travailler sur ce qu'elle a appelé le processus « Ji Gami ». Il s'agit d'enlever une petite bande de cuir chevelu qui se décompose en follicules individuels et cellules souches du follicule. Après extraction, ces cellules sont cultivées, multipliées et réinjectées sur les zones chauves du cuir chevelu. Les scientifiques avaient espéré qu’après l'implantation, ces cellules folliculaires clonées développeraient des cheveux sains.
Au cours d'essais de phase II, ils ont découvert que le processus n'était pas adapté à la multiplication mais qu’au contraire, il avait revitalisé les follicules et réussi à empêcher la future perte de cheveux. Les essais, bien que l'approche ait changé pendant leur parcours, ont continué en 2012. Cependant, Aderans a décidé d'interrompre le financement de sa recherche sur la multiplication de cheveux en juillet 2013.

### Université Technique de Berlin
C’est en 2010 que, pour la première fois, les scientifiques ont été effectivement capables de développer des follicules pileux artificiels à partir de cellules souches. Les scientifiques de l'Université technique de Berlin, en Allemagne, ont prélevé des cellules animales et créé les follicules en utilisant celles-ci. Ils ont donc obtenu des follicules « plus minces que la normale », mais ils étaient convaincus qu'ils pourraient développer la bonne méthode de clonage capillaire à partir de cellules souches humaines avant 2011. Ils ont estimé que le traitement serait accessible au public en 2015 parce qu'ils se préparaient déjà pour les essais cliniques. Les scientifiques travaillant sur le projet ont dit que si le traitement était terminé, cela signifierait un remède pour environ 80 pour cent de ceux qui souffrent de perte de cheveux.
L'université a travaillé avec Intercytex et d'autres équipes de recherche mais ils ont rencontré plusieurs problèmes. L'un d'eux était que le processus de multiplication n'était pas assez efficace. Ils ont réussi à cloner seulement un ou deux follicules de cheveux à partir des cheveux  extraits ; or, pour être vraiment efficace, cela aurait dû tourner autour de 1000. Depuis lors, il n’y a pas eu de nouvelles indiquant que les chercheurs ont réussi à surmonter ce grand obstacle.

### Université de Pennsylvanie
En 2011, les scientifiques de la Faculté de médecine de l'Université de Pennsylvanie ont publié les conclusions de leurs recherches sur le clonage de cheveux. Ils ont découvert que le cuir chevelu non-chauve et le cuir chevelu chauve ont le même nombre de cellules souches, mais que le nombre de cellules progénitrices a été significativement appauvri dans le cas de la seconde. Ils en ont conclu que ce n'est pas l'absence de cellules souches qui est responsable de la perte de cheveux mais l'activation infructueuse desdites cellules.
Les chercheurs ont poursuivi leurs recherches, notamment pour obtenir un moyen de convertir les cellules souches ordinaires en cellules progénitrices, ce qui pourrait signifier qu’ils pourraient être capables d'activer la production naturelle de cheveux sur le cuir chevelu précédemment chauve,.

### Université de Durham
Fin 2013, de nouveaux résultats ont été publiés par une équipe de recherche à l'Université de Durham, qui a participé aux progrès[pas clair]. Les scientifiques ont essayé une nouvelle méthode pour multiplier et cloner les cellules originales, non en 2D mais en système 3D.
Une équipe a pris les papilles dermiques saines de greffes de cheveux, les a disséquées et cultivées dans une boîte de Petri. En 30 heures, ils étaient capables de produire 3000 cellules papilles dermiques. L'objectif était de créer une papille dermique qui - une fois injectée – reprogrammerait les cellules autour d'elle pour produire des cheveux sains. Ils ont choisi d'essayer la méthode en injectant les cellules clonées sur les échantillons du prépuce pour «défier» les cellules, parce que les cellules de prépuce, normalement, n’encouragent pas la pousse des cheveux. Les échantillons de peau humaine ont été greffés sur des rats. Après six semaines, les cellules (papilles dermiques) clonées ont formé des nouveaux follicules pileux qui ont pu faire pousser les cheveux.
Ce sont les premiers résultats et parce que c’est une nouvelle approche pour le clonage de cheveux, plusieurs autres études et essais doivent être réalisés avant de pouvoir effectuer des tests sur les humains. Ils ont aussi rencontré de nouveaux problèmes ; par exemple une partie de cheveux nouvellement développée a vu le jour sans pigmentation, il faut donc trouver le moyen de faire pousser le bon type de cheveux à chaque fois. Cependant, l'équipe espère que sa méthode pourra être une solution aux problèmes qui ont auparavant rendu impossible le perfectionnement du processus du clonage.

### RepliCel sciences de la vie
Une entreprise de Vancouver - RepliCel Inc. - cherche aussi le remplacement de cellules hormonales du follicule pileux. Son directeur général a affirmé que leur version du processus dépend principalement d’une chose : l'habileté du chirurgien qui fait l'extraction des follicules sains d’une zone non-chauve. Ce qui sous-entend qu'ils ont une méthode de clonage plus efficace que celle des chercheurs précédents en ce domaine. Ils utilisent des follicules immunisés contre la dihydrotestostérone, hormone qui est la principale cause de perte de cheveux chez de nombreux patients. Les chercheurs de RepliCel essayent d'isoler des cellules de la gaine dermiques dans le follicule et clonent à partir d’elles des millions de nouvelles cellules.
En octobre 2013, RepliCel s'apprêtait à commencer les essais cliniques pendant lesquels ils auraient souhaité tester leur processus sur 120 hommes en Allemagne.